# Żyła oczna dolna

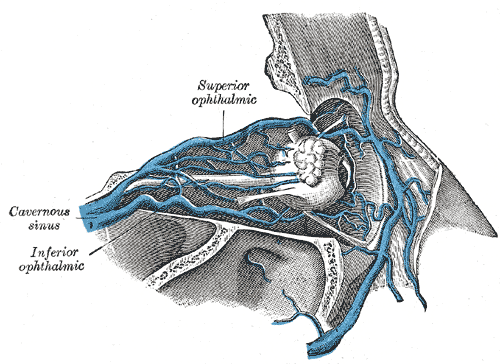
Żyły oczodołu. Żyła oczna dolna podpisana Inferior ophtalmic

Żyła oczna dolna (łac. vena ophthalmica inferior) – w anatomii człowieka żyła odprowadzająca krew z dolnej części oczodołu i gałki ocznej. Zaczyna się w przedniej części dna i ściany bocznej oczodołu, biegnąc w dolnej jego części i dzieląc się na dwie gałęzie – górną i dolną. Górna gałąź wychodzi z oczodołu przez szczelinę oczodołową górną i kończy się wpadając do żyły ocznej górnej, ale może także samodzielnie kończyć się w zatoce jamistej, dolna natomiast po przejściu przez szczelinę oczodołową dolną wpada do splotu skrzydłowego. Żyła oczna dolna zespala się z żyłą oczną górną, żyłą środkową siatkówki, żyłami twarzy i jamy nosowej, a za pośrednictwem dolnej gałęzi też z żyłą podoczodołową. Jej dopływami są żyły wirowate dolne, żyły rzęskowe przednie i żyły mięśniowe. Nie ma w niej zastawek, co umożliwia odwrotny przepływ krwi – z zatoki jamistej do żył twarzy poprzez żyły oczne – w przypadku nadmiernego wzrostu ciśnienia śródczaszkowego.